# Jussi Talvi
Jussi Talvi (egentligen Yrjö Johannes Talvio), född den 8 oktober 1920 i Brahestad, död den 15 februari 2007 i Helsingfors, var en finländsk författare.
Talvi debuterade med Tällaistako siis on nuoruus år 1944 och utkom med ett tjugotal. romaner, några bildverk över Finland, bland annat Tunne Suomi (1966), hotell Tornis femtioårshistorik (1981), ungdomsböcker, filmmanuskript och kokböcker, bland annat Gastronomian historia (1989). 
Talvis mest kända roman, Ystäviä ja vihollisia (1954, svensk översättning Vänner och fiender 1955, engelsk översättning Friends and enemies 1958) ,som behandlar det friktionsfyllda tysk-finländska vapenbrödraskapet under andra världskriget, har ansetts vara en av de förnämsta finländska krigsskildringarna, men den råkade i skuggan av Väinö Linnas Okänd soldat.
Talvi var under åren 1963–1979 chefredaktör för tidskriften Uusi Maailma.